# Max Baur (Fotograf)

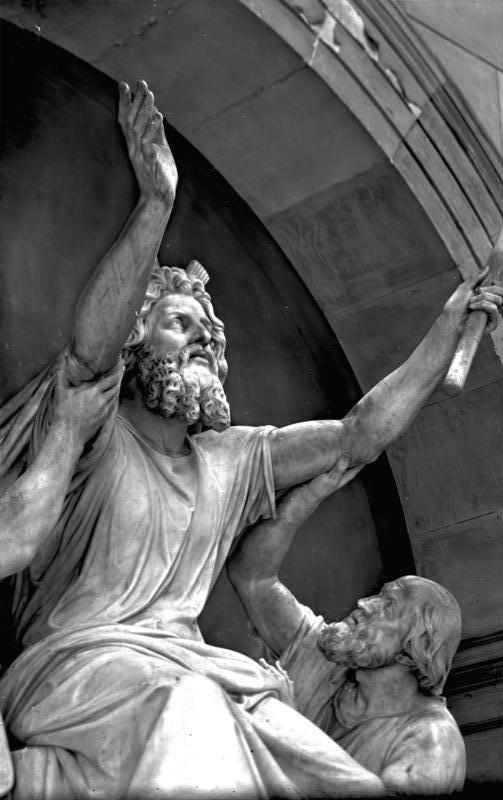
Deutsches Bundesarchiv: «Moses, gestützt von Aaron und Hur, im Gebet für sein Volk im Kampf gegen die Amalekiter. Entwurf: Christian Daniel Rauch nach einer Skizze von Friedrich Wilhelm IV., 1848–1857. Ausführung: Albert Wolff, 1857–1863.» Foto von Max Baur (vor 1944) vor der Friedenskirche in Potsdam.

Max Baur (* 4. Februar 1898 in Günzburg; † 16. Dezember 1988 in Aschau im Chiemgau) war ein deutscher Fotograf und Verleger von Ansichtskarten.

## Leben
Von 1914 bis 1916 absolvierte Baur eine Ausbildung als Buchhändler, bevor er 1917 die Einberufung zum Ersten Weltkrieg erhielt, aus dem er 1918 nach einer Verwundung eine Woche vor Ausbruch der Novemberrevolution zurückkehrte.
Erste fotografische Tätigkeiten folgten ab 1924. 1928 gründete er ein Atelier und einen Ansichtskartenverlag in Wernigerode. Zeitweilig arbeitete Baur dort mit dem österreichischen Landschaftsfotografen Adalbert Defner (1884–1969) zusammen. 1930 absolvierte er die Gesellen- und Meisterprüfung und wurde in die Gesellschaft Deutscher Lichtbildner berufen. Ab 1933 machte er Bekanntschaft mit Hermann Hesse, der ein Sammler seiner Fotografien wurde, und bat ihn in ihrer Korrespondenz, für ihn einige Dinge in Berlin zu erledigen. 1934 zog Baur nach Potsdam, wo er einen Verlag mit Atelier gründete. Um der Einziehung zum Volkssturm zu entgehen, tauchte er Herbst 1944 bei seiner Mutter in Süddeutschland unter.
Baur kehrte nach dem Krieg nach Potsdam zurück und gründete dort 1946 erneut einen Ansichtskartenverlag. Es entstanden Architektur-, Industrie-, Sach-, Landschafts-, Porträt- und Werbeaufnahmen. Während dieser Zeit machte er auch die Bekanntschaft des Potsdamer Philosophen Otfried Eberz und der Schriftsteller Hermann Kasack und Werner Wilk sowie des Musikers Wilhelm Kempff. Baur flüchtete 1953 mit der Familie aus der DDR nach Aschau im Chiemgau, verbunden mit einem wirtschaftlichen Neubeginn. 1954 gründete er dort einen Laden für Fotografie und betrieb ihn bis zu seinem Tod am 16. Dezember 1988. Fotografische Schwerpunkte dieser Zeit waren Aufnahmen bayerischer Landschaften und Barockkirchen, die Arbeiten der historischen Bildhauer Tilman Riemenschneider und Ignaz Günther sowie die Publikation von Kalendern und Büchern.
Der Schauspieler Reimar Johannes Baur (1928–2023) war sein Sohn.

## Wirken
Mit seiner eigenwilligen künstlerischen Arbeit wie auch mit seiner Auftragsfotografie für Werbeindustrie und Industrie etablierte Baur neue, eigene Sichtweisen. In seiner Architektur- und Industriefotografie nimmt Max Baur die formalen Ausdrucksmittel heutiger, zeitgenössischer Fotografen voraus. Teile von Baurs Werk erinnern an die Stilrichtung der „Neue Sachlichkeit“. Als einer der wenigen europäischen Landschaftsfotografen aber blieb Baur bis heute weitgehend unentdeckt, obwohl sie an die große Zeit der amerikanischen Landschaftsfotografie erinnern. Seine Stillleben erinnern an die für das Bauhaus prägende Sachfotografie. Es waren für die damalige Zeit provokante, formatfüllende Abbildungen einzelner Objekte von Schlichtheit und Eleganz, dargestellt in Lichtführung und Perspektive.
Da die Fotografie die grafischen Künste in den 1920er Jahren zunehmend aus dem Bereich der Bildwerbung verdrängte, entwickelte sich die Werbeindustrie zu einem lukrativen Auftraggeber vieler Fotografen. Max Baur arbeitete u. a. für Kodak, Siemens und zahlreiche andere Firmen sowie für verschiedene namhafte Architekturbüros.
William A. Ewing, Direktor des Musée de l´Elysée Lausanne, schreibt: „Mit Licht zu „schreiben“ erforderte Gewandtheit und Geschick; dass Baur Kalligrafie liebte und als Hobby betrieb, sagt viel über ihn aus. Sorgfalt, größte Aufmerksamkeit für Details und schwungvolle Linien waren Kennzeichen seiner Fotografie.“

## Weiße Rose
Wie der Name der antifaschistischen Widerstandsgruppe Weiße Rose zustande kam, ist bis heute nicht vollständig geklärt. Es gibt mehrere überlieferte Erklärungsversuche. Einer davon bezieht sich auf ein Foto von Max Baur: So inspirierte die Abbildung einer weißen Rose aus dem Postkarten-Verlag Max Baurs im Oktober 1941 den Soldaten Fritz Rook zu einem Text über das, was eine weiße Rose für ihn ausdrückt. Dieser Text wiederum, ursprünglich adressiert an Lilo Ramdohr, gefiel Alexander Schmorell so gut, dass er sie bat, diesen abschreiben zu dürfen, um ihn seinem Freund Hans Scholl zu zeigen. Ramdohr berichtet dies in ihren 1995 erschienenen Erinnerungen.

## Werke
| - Potsdam / Sanssouci - Das alte Potsdam - Potsdam wie es war (Text Friedrich Mielke) - Die Garnisonkirche zu Potsdam - Schöne deutsche Städte - Schönheit der Landschaft - Das schöne Deutschland - Gruß aus Deutschland - Architekturbüro von Estorff und Winkler Bauten - Röntgeninstitut Dr. Joachim Hintze, Berlin - Berlin - Dresden - Wernigerode - Die Insel Rügen - Hiddensee - Rothenburg o.T. - Kirchen - Riemenschneider - Kunst im Chiemgau - Die Wartburg - Blumen und Blüten - Kleiner Querschnitt | - 1928 Postkarten-Verlag Max Baur, Wernigerode - Die schöne Welt. Werner Plaut, Wuppertal-Barmen 1932, DNB 571734030 (Vorwort Manfred Hausmann). - 1934 Erster Max Baur Kalender - Potsdam. Ein Bilderwerk. Carl Specht, Berlin 1937, DNB 579152006 (Einleitung Hans Kania). - Mandi. Ein Kinderleben in Bildern. Carl Specht, Berlin 1937, DNB 571734022 (Text von Max Mezger). - 1940 Potsdam, Verkehrsverein Potsdam, Verlag Rütten & Loenig - Sanssouci. Langewiesche, Königstein/Ts. 1954, DNB 451423976 (Text von Ernst Gall). - 1957 Berlin Unvergessene Stadt, Kalender, W. Flechsig Verlag, Darmstadt - 1960 Tilman Riemenschneider, Flechsig-Verlag, München - Potsdam wie es war. Ein Bilderwerk. Rembrandt, Berlin 1963, DNB 450278239 (Einführung von Friedrich Mielke). - Ulrich Häusermann: Der Chiemgau. Kunst und Landschaft - Aufnahmen von Max Baur. DuMont, Köln 1967, DNB 456857265. - Ignatz Günther. Pannonia, Freilassing 1970, DNB 458228230 (Text von Wolfgang Steinitz. Es sind weitere Auflagen erschienen.). - Potsdam, Sanssouci. Bilder d. Erinnerung, fotogr. 1934-1939. Rembrandt, Berlin 1981, ISBN 3-7925-0277-1 (Einleitung von Martin Gosebruch). - 1985 Die Schwäbische Alb – Bilder einer Landschaft, ISBN 3-921580-53-8 - Wolfgang Schulz: Das alte Potsdam. Photographien von Max Baur. Hrsg.: Klaus Arlt. Potsdamer Verlags-Buchhandlung, Potsdam 1991, ISBN 3-910196-02-0. - Stephan Steins (Hrsg.): Max Baur, im Geist des Bauhaus. Fotografien 1925-1960. Edition Stemmle, Zürich, New York 2001, ISBN 3-908163-22-6 (Essay von William A. Ewing. Texte von Max Baur und Ursula Edelmann-Pomplitz.). |

## Ausstellungen
- 2018: Potsdam, ein Paradies für meine Kamera – Max Baur. Fotografie im Potsdam Museum[4]